# Hypogaea brunnea
Hypogaea brunnea — вид грибів, що належить до монотипового роду  Hypogaea.